# گرتم
گرتم (به آلمانی: Grethem) یک شهر در آلمان است که در هایدکرایس واقع شده‌است. گرتم ۶۷۳ نفر جمعیت دارد.